# Роман Клайн
Роман Клайн е руски и съветски архитект, академик на Императорската академия на изкуствата, реставратор и учител, който е работил главно в Москва.
Той е сред най-плодотворните и търсени архитекти в края на XIX – началото на XX век. Построява Музея за изящни изкуства, магазина „Мур и Мерилис“ (ЦУМ), комплекса от сгради в центъра на Москва „Средни търговски аркади“, Бородинския мост и десетки други паметници на архитектурата. Майстор е на еклектизма. Учител на Иван Рерберг, Григорий Бархин и др.

## Биография
Роман Клайн е роден в Москва в немското търговско семейство на Иван Макарович Клайн. Докато учи в гимназията в Крайман, посещава курсове в Московското училище по живопис, скулптура и архитектура (1873 – 1874), където получава 2 училищни награди. През 1875 – 1877 г. работи като чертожник за архитекта Владимир Шервуд по изграждането на Историческия музей. През 1877 – 1882 г. учи в Императорската художествена академия.
След като завършва академията, е изпратен в чужбина: обучава се година и половина в Европа – в Италия и Франция; работи в студиото на известния архитект Шарл Гарние. След завръщането си в Москва през 1885 – 1887 г. работи като асистент в ателиетата на различни архитекти, включително Владимир Шервуд и Александър Попов. Става независим през 1888 г.
Клайн посвещава почти двадесет години от живота си (1896 – 1912) на изграждането на Музея за изящни изкуства „Пушкин“. Публичен конкурс, проведен през 1896 г., е спечелен от Пьотър Бойцов, в резултат на което бордът на Московския университет – организаторът на строителството – кани Клайн да ръководи проекта. Клайн използва цялостния градоустройствен план и интериорното оформление на Бойцов, но детайлният архитектурен проект на неогръцките фасади и интериори със сигурност е авторска работа на Клайн и неговия екип. В него са участвали такива майстори като Владимир Шухов, Иван Рерберг, Григорий Бархин, Алексей Чичагов, Игнатий Нивински, Александър Головин, Павел Заруцки и др. Рерберг е бил помощник на Клайн и е отговарял за качеството на извършената работа и за поддържането на строителните записи.
Клайн, може би най-плодотворният майстор на индустриалната архитектура на своето време. Сред редовните му клиенти са най-големите московски индустриалци – семейство Жиро, Юлий Гуйон, Алберт Губнер. Сред сградите на Клайн са фабриката „Червена роза“ на улица "Тимур Фрунзе" и първите сгради на втория автомобилен завод „Русо-Балт“ във Фили.

## Критика
Съвременните критици поставят таланта на Клайн под съвременниците му като Фьодор Шехтел или Лев Кекушев. Всичките му творби принадлежат към еклектизма, който е нормален за 80-те години на XIX век, но напълно остарял до XX век. Това може да се тълкува или като лоялност към личния му стил, или като неспособност да следва новите тенденции от своя период. Клайн има своите ограничения, но огромният му академичен опит и умения за рисуване му позволяват да имитира стилове като викторианска архитектура или руско възраждане. Неговите сгради понякога се сочат като Ар Нуво, но Клайн всъщност не се впуска в този стил.

## Педагог и природозащитник
Клайн е успешен бизнесмен, притежава отлични умения в образованието и управлението на хора. Неговата архитектурна фирма обучава десетки архитекти, които се отличават с Ар Нуво (братя Евланови), индустриална архитектура (Карл Гипиус), неокласическо възраждане (Иван Рерберг) и по-късно конструктивистка архитектура (Григорий Бархин). Клайн третира тези стажове като своя собствена образователна работа, а не само наемане на работна ръка. Той се застъпва за „откриване на уникалните, индивидуални характеристики на стажант-архитектите и възпитаване на собствената им творческа съвест“ („выявление индивидуальности проектирующего... и в воспитании в нем художественного самосознания“, Maria Naschokina, p. 257), и популяризира френския модел на архитектурни работилници.
През 1900 г. Клайн е активен в движението за консервация, извършвайки проучвания на исторически сгради (по-специално, сградата на университета на Доменико Джиларди); публикуването на книгите му за тези изследвания е прекъснато от Първата световна война.
За разлика от други архитекти от своето поколение, Клайн лесно се интегрира в съветската реалност на периода на Гражданската война – запазва официалната си работа като архитект и председател на Московския държавен технически университет, дори получава практически (но маловажни) комисии през 1922 – 1923 г. Участва в архитектурните конкурси от началото на 20-те години на XX век, рамо до рамо с новото поколение авангардни архитекти.
Роман Клайн умира през 1924 г. Погребан е във Введенското гробище (район Лефортово), Москва.